# Madison Square
Ez a szócikk a Manhattanben levő térről és parkról szól. A jelenlegi New York-i sportarénával kapcsolatos információkat lásd a Madison Square Garden szócikkben.
A Madison Square New York egyik közterülete Manhattan középső részén a Fifth Avenue, a Broadway, valamint a 23. utca találkozásánál. A teret, valamint a parkot James Madisonról, az Egyesült Államok negyedik elnökéről nevezték el. A terület központi részén a Madison Square Park fekszik, egy 2,5 hektáros nyilvános park. A parkban állt 1876 és 1882 között a Szabadság-szobor karja és fáklyája azzal a céllal, hogy a szobor talapzatának megépítésére támogatást gyűjthessenek. Itt állt egykor 47 éven át egészen 1925-ig a sporteseményekre, művészeti és tömeggyűlésekre használt Madison Square Garden első két épülete, majd New York jelenlegi neves sportarénája északabbra költözött, jelenleg a 31. és 33. utca között található.
A teret keleten a Madison Avenue határolja (park délkeleti, 23. utcai sarkából innen indul észak felé); továbbá délről a 23. utca; északon a 26. utca; és nyugaton a Fifth Avenue valamint a Broadway kereszteződése fogja közre. A park és a tér Manhattan Flatiron körzetének északi végén terül el. A park északi és nyugati szomszédsága a NoMad (MADison Square Park NOrth), tőle északkeletre pedig a Rose Hill negyed fekszik.
A Madison Square körüli jelentős épületek közé tartozik többek között a Flatiron Building, a Toy Center, a New York Life Building, a New York Merchandise Mart, a Met Life Tower és egy 50 emeletes lakóingatlanoknak helyt adó toronyház, a One Madison Park.

## A park szobrai
- Az egyik figyelemre méltó szobor az USA külügyminiszterének, William H. Sewardnak, a tér délnyugati bejáratánál levő bronzportréja, Randolph Rogers alkotása (1876). Seward, akit leginkább Alaszkának Oroszországtól történő megvásárlásáért tisztelnek, az első New York-i volt, akinek az emlékére szobrot emeltek.[1]
- Roscoe Conkling szobra, aki mind a kongresszus mind a szenátus tagjaként is szolgált, a parkban esett össze az 1888-as hurrikán során hivatalából távozva, miután nem volt hajlandó 50 dollárt fizetni egy konflisnak a fuvarért. Az eset után öt héttel hunyt el.[2][3]
- Chester Alan Arthur, az Egyesült Államok 21. elnökének szobra.
- David Farragut-nak, az amerikai polgárháború admirálisának szobra. A Farragut-emlékművet (1881) először az ötödik sugárút és a 26. utca sarkán állították fel, majd 1935-ben helyezték át a tér északi végére.[4] Alkotója Augustus Saint-Gaudens szobrász, az alapzatot Stanford White építész tervezte.[5]
- A park déli szélén áll az 1918. november 11-én kötött fegyverszünet emléknapja - Armistice Day - tiszteletére 1923-ban felállított emlékmű, melyet 2002-ben restauráltak.[6]
- A park további látnivalója a gránitból készült déli szökőkút, amely az eredeti szökőkútnak a modern reprodukciója. Az eredeti, 1843-ban elkészült szökőkút a Régi Posta helyén állt, majd 1867-ben áthelyezték a parkba.[7] Az új szökőkutat 1990-ben állították fel, 2015-ben felújították.[8][9]

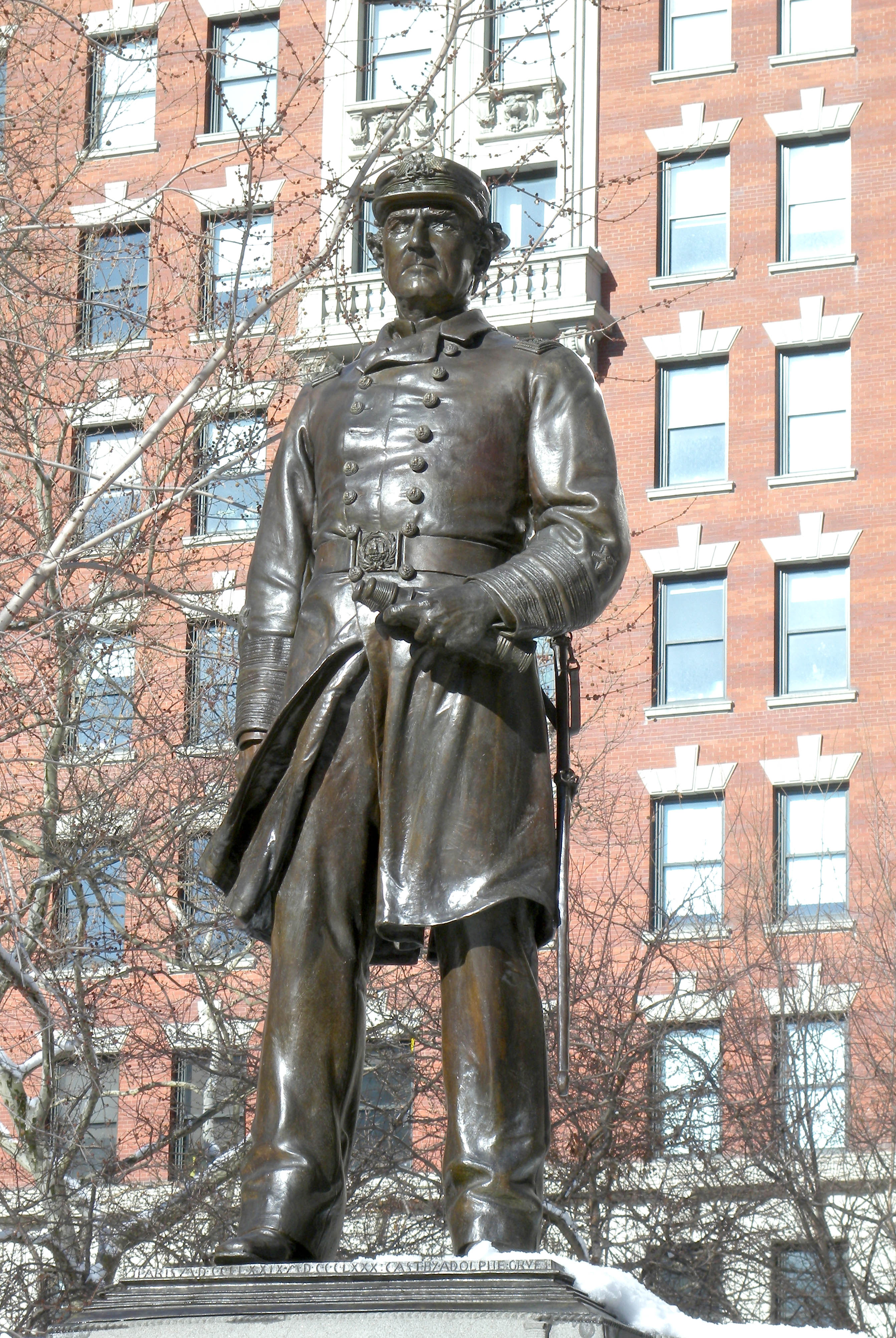
David Farragut-szobor
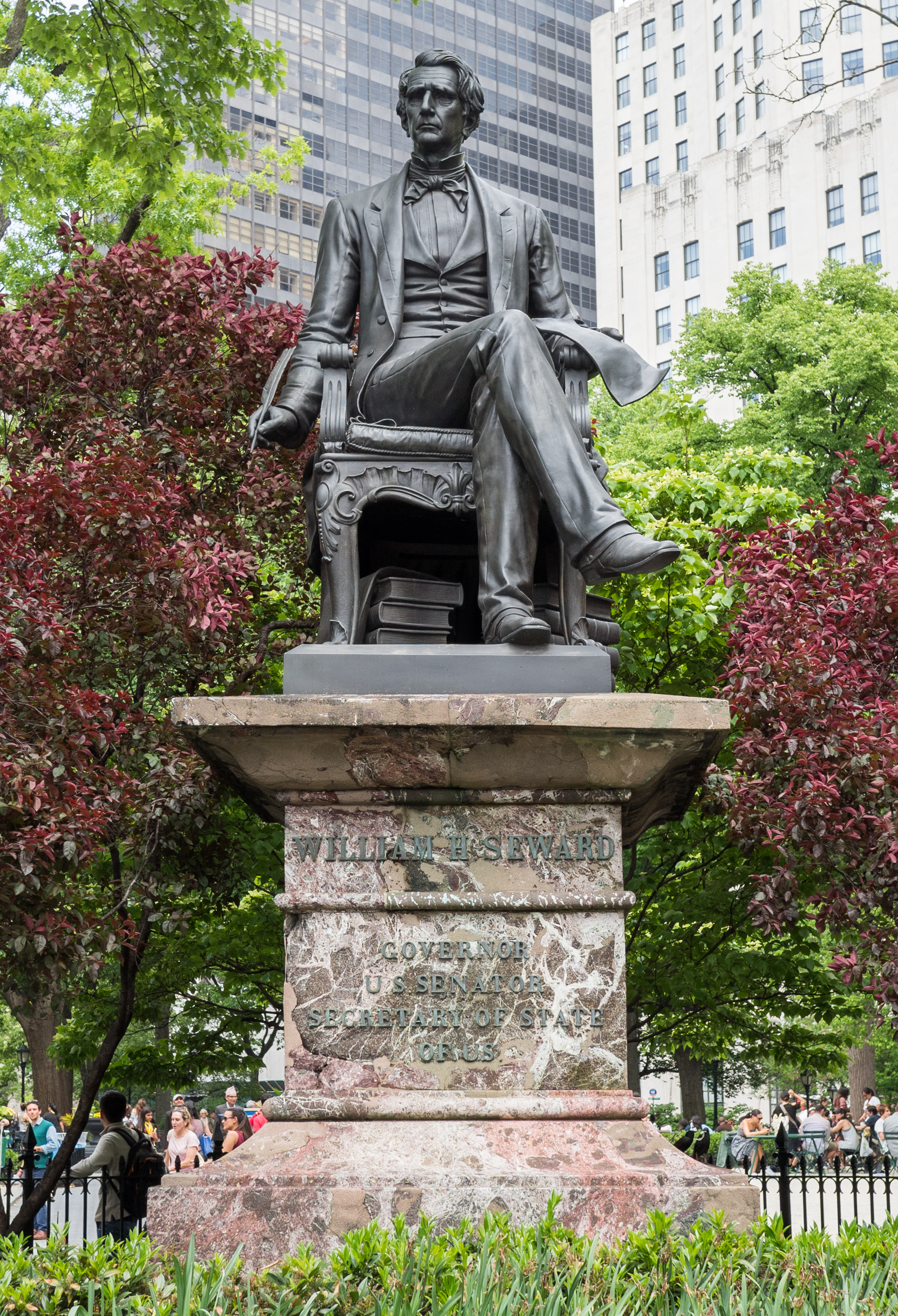
William H. Seward-szobor
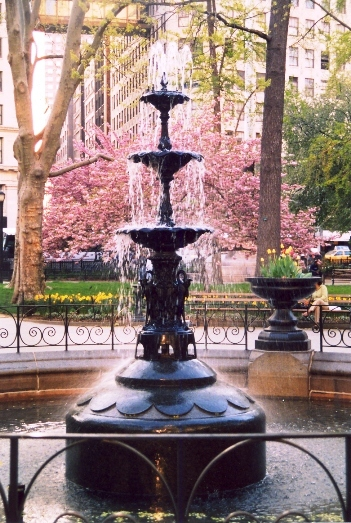
A szökőkút
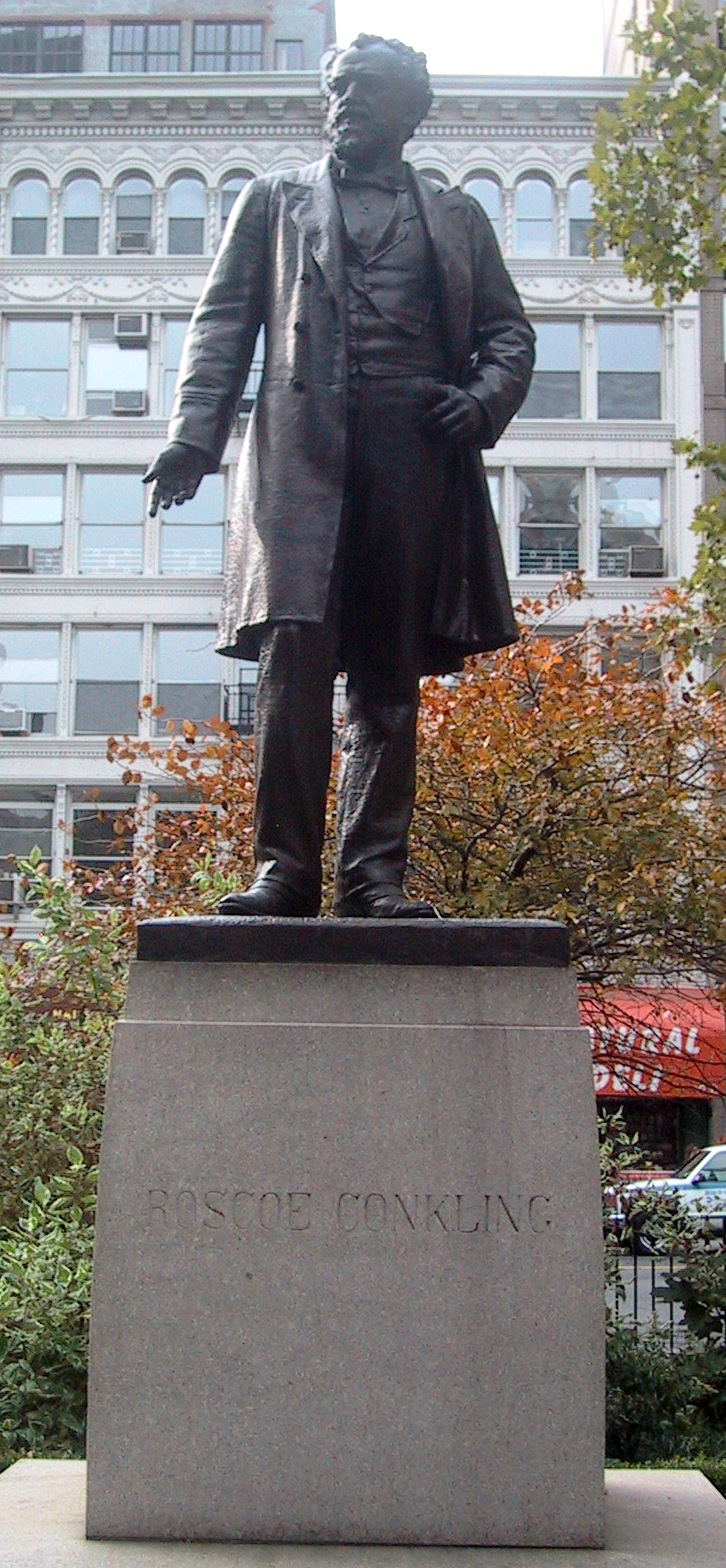
Roscoe Conkling-szobor
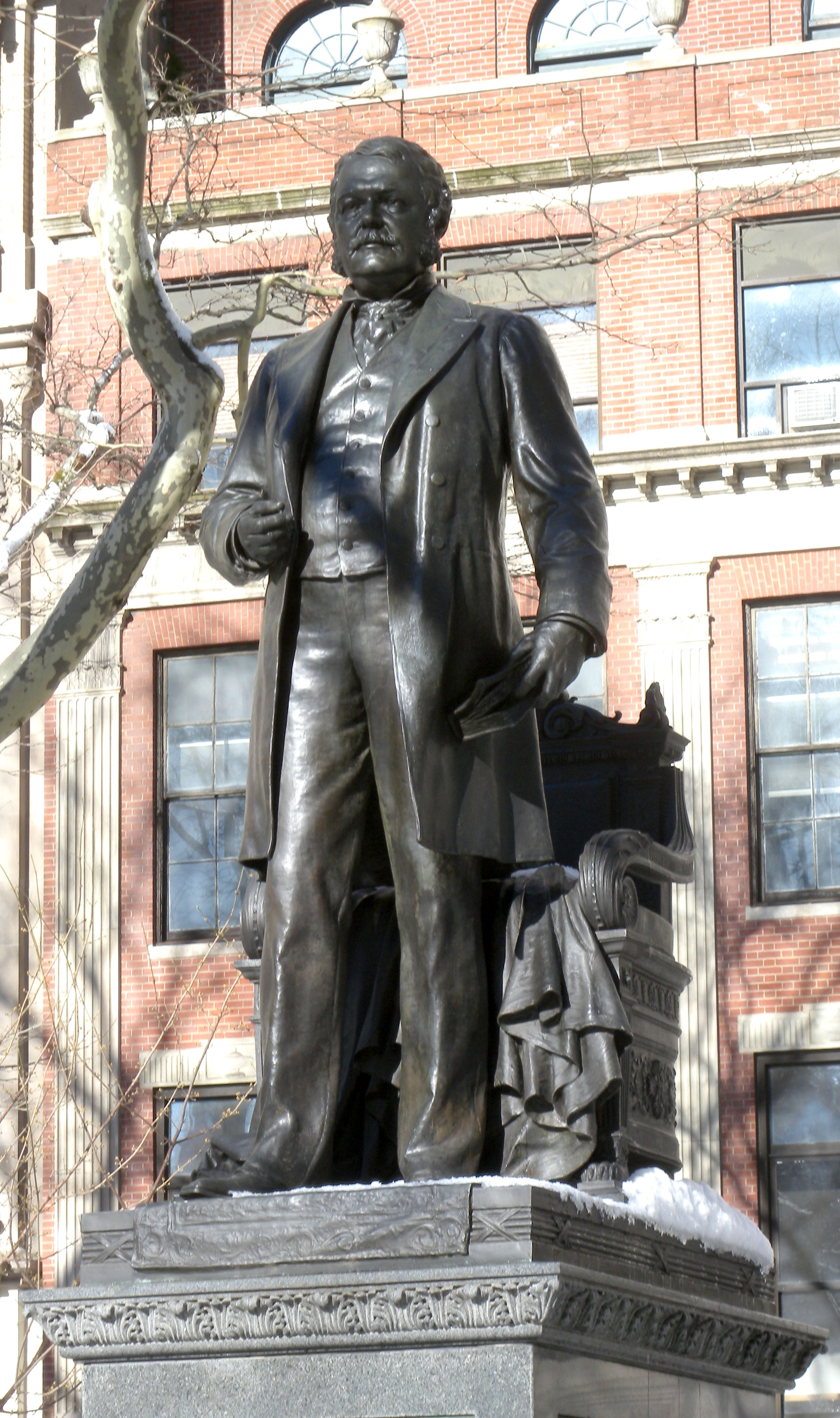
Chester A. Arthur-szobor

## A terület korai története

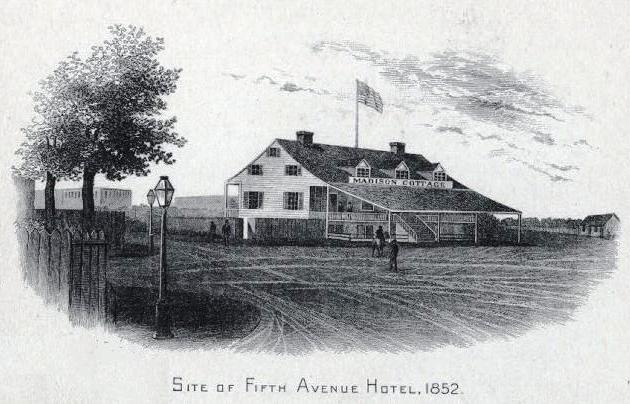
A Madison Cottage, más néven Thompson tizedes fogadója a Fifth Avenue és a 23. utca találkozásánál 1852-ben

A jelenlegi Madison Square egykor mocsaras vadászterület volt, melyet a Cedar-patak szelt át kelet-nyugati irányban - ezt keresztelték át később Madison Creekké -, a területet közterületként 1686 óta használják. Az 1700-as években szegények köztemetője volt itt. 1807-ben a mintegy 97 hektáros, a jelenlegi 23. és 34. utca, valamint a harmadik és a hetedik sugárút között elhelyezkedő földsávot "Parádé" néven fegyverraktárként, laktanyának és fúrási területként is használták. 1811-től 1825-ig az amerikai hadsereg egyik arzenálja működött itt. A traktus méretét 1814-ben 36 hektárra csökkentették.
1839-ben a jelenlegi Fifth Avenue és a 23. utca találkozásának helyén egykor farmerház állt, melyet William Thornson (1807–1872) tizedes irányításával fogadóvá alakítottak át, fogadójának az USA korábbi elnöke után a Madison Cottage nevet adta. A fogadó volt az utolsó megálló a városból észak felé utazóknak, vagy az északról érkezők számára az első. Ugyan a Madison Cottage 1852-ben felszámolásra került, de végül is közvetve a Madison Avenue, a tér és a park névadója lett.
Az egyik első profi baseball csapatnak, a New York-i Knickerbocker Base Ball Clubnak gyökerei a Madison Square-re vezethetők vissza. Az amatőr játékosok 1842-ben kezdték a jelenlegi 27. utca és a Madison Avenue találkozásánál levő üres területet használni. Végül Alexander Cartwright javaslatára egy profi klubot alapítottak. 1845-ben itt játszották az első baseball mérkőzéseket New Yorkban a Knickerbocker pályáján. A terület fejlesztése következtében 1846-ban a klub átkerült a Hudson-folyó mentén lévő, New Jersey-hez tartozó Hobokenbe.

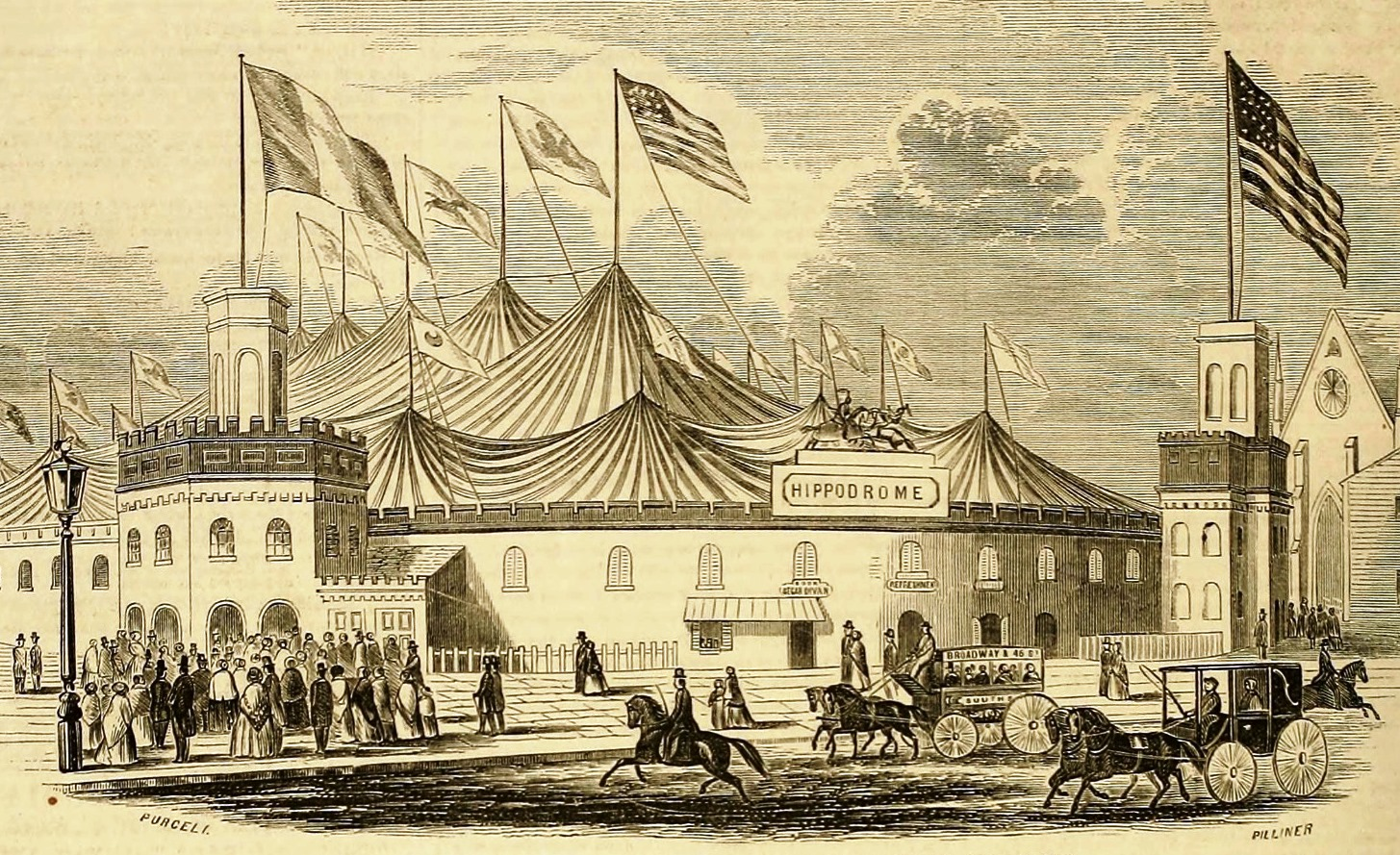
Franconi híres cirkusza, a Hippodrom 1853-ban

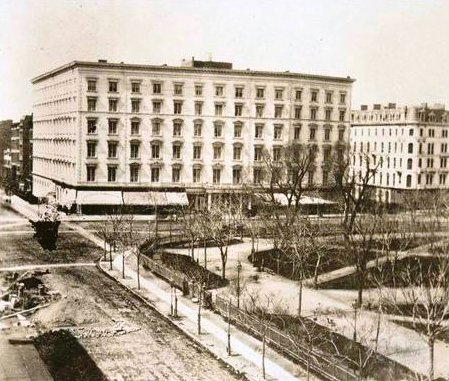
Az előkelő Fifth Avenue Hotel 1860-ban; a Madison Square Park az előtérben látható

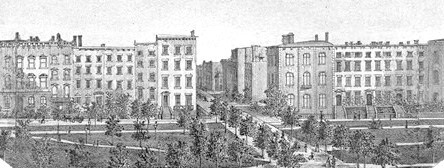
A Madison Square Park keleti oldala (1801-c.1886)

### A park megnyitása
A James Madison elnökről  elnevezett Madison Square Park 1847. május 10-én nyílt meg 2,5 hektárnyi területen. Néhány éven belül az észak felé terjeszkedő város elérte a Madison Square környékét is. Kezdetben a park körül lévő házak keskeny, zsúfolt, sötét, barna téglás sorházak voltak. Mára egyetlen épület maradt fenn belőlük, ez a keleti 23. utca 14. szám alatt áll.
A Madison Cottage-ot 1852-ben lebontották, hogy teret kapott Franconi híres cirkusza, a csupán két évig itt működő Hippodrom. A tribünjén 10 000 néző fért el, 12 m széles pályáján fogatversenyeket rendeztek, de bemutattak egzotikus állatokat is, például elefántokat, tevéket. A veszteségek miatt lebontották, így a Fifth Avenue Hotel épülhetett a helyére.
Az 1863-as New York-i felkelés során 10 000 fős szövetségi csapat szállta meg a Madison Square-t, valamint a Washington Square-t, és a Stuyvesant Square-t is, a zavargások megfékezésére. A Madison Square 1864 novemberében újból egy politikai esemény helyszíne lett, egy tűzijátékkal kísért fáklyás felvonuláson a tömeg a demokrata tábornok, George B. McClellan elnökké jelölését támogatta a hivatalban lévő elnökkel, Abraham Lincolnnal szemben.
A kezdetek ellenére az 1870-es évekre a környék barna téglás sorházai mellett megépült elegáns bérpalotákban a város elitje élt; itt született Theodore Roosevelt, Edith Wharton és Winston Churchill anyja, Jennie Jerome is.

### A negyed kommercializálódása
1859 és 1908 között Amos Eno vállalkozó által építtetett elegáns szálloda, a Fifth Avenue Hotel állt a Madison Square nyugati oldalán, kezdetben a szálloda "Eno Folly" gúnynevet kapta, mivel túl messze feküdt a szállodanegyedtől. Ez volt az első, felvonóval ellátott szálloda az országban, a liftet gőzzel működtették, és „vertikális vasút” néven is illették. A luxusszálloda jelentős látogatói között volt: Mark Twain, Jenny Lind svéd énekes, az iparmágnás Jay Gould, "Big Jim" Fisk üzletember, a Walesi herceg és számos  amerikai elnök: James Buchanan, Abraham Lincoln, Andrew Johnson, Ulysses S. Grant, Rutherford B. Hayes, James A. Garfield, Chester A. Arthur, Grover Cleveland, Benjamin Harrison és William McKinley. Theodore Roosevelt 1886-os sikertelen polgármesteri, és 1898-ban hasonlóan sikertelen kormányzói kampányközpontja is a szállodában székelt. Az épület helyén jelenleg álló Toy Center épületén tábla emlékeztet az egykori szállodára.
A 800 fő befogadására alkalmas Fifth Avenue Hotel sikerének köszönhetően további szállodák, mint például a Hoffman House, a Brunswick és a Victoria nyíltak meg a környéken, valamint szórakoztatóhelyek, többek között a Madison Square Színház és a Chickering Hall.

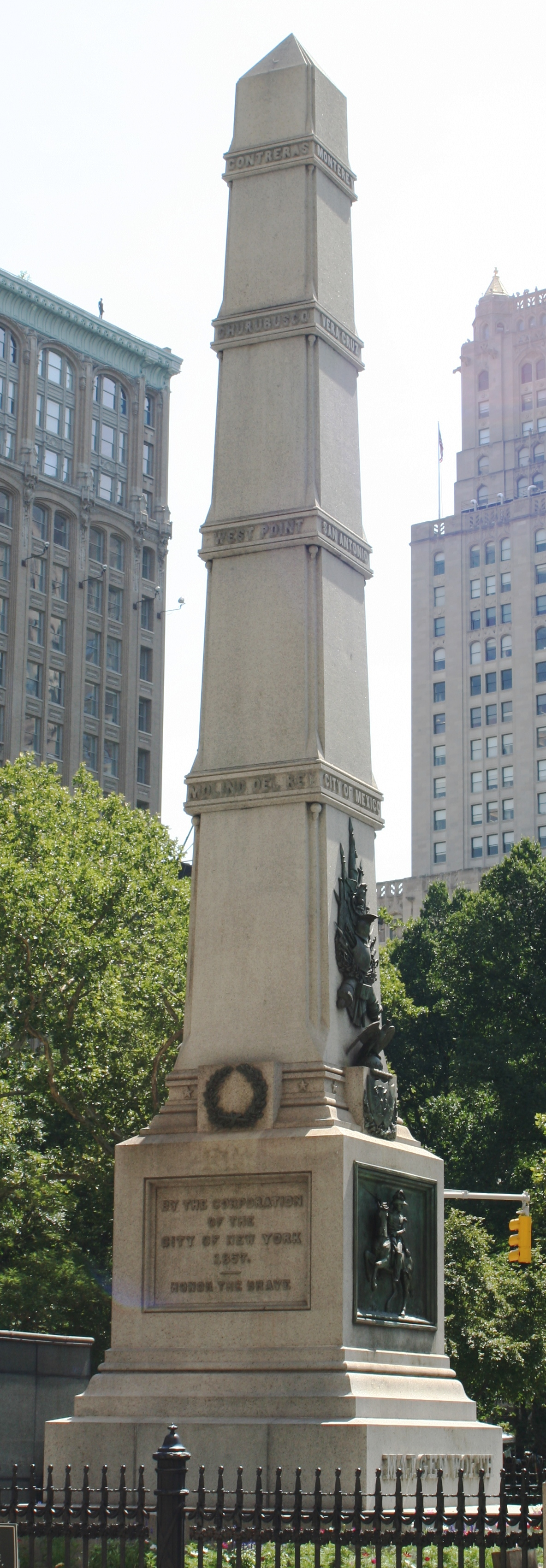
A Worth-emlékmű

1876-ban hatalmas ünnepséget tartottak a Madison Square Parkban a Függetlenségi Nyilatkozat aláírásának századik évfordulója alkalmából. Ezt követően 1876-tól 1882-ig a Szabadság-szobor fáklyáját és karját kiállították a parkban, hogy támogatást szerezhessenek a szobor talapzatának megépítésére.
A Madison Square egyike volt a város legelső elektromos világítású közterületeinek. A város felkérésére 1879-ben egy gőzzel táplált, a 25. utcánál álló generátorházat épített.a Brush Electric Light Company. A generátor biztosította a villamosenergiát a Broadwaynek a Union Square (a 14. utca ) és a Madison Square közötti részén felállított utcai lámpasoraihoz, fényeit 1880. december 20-án gyújtották meg. Egy évvel később pedig két 49 méteres elektromos lámpafűzért tartó "naptornyot" emeltek a Union Square-en és a Madison Square-en is.
A Madison Square környékének divatos kereskedelmi negyeddé történő átalakulása tovább folytatódott. 1883-ban Thomas Kirby műkereskedő és két társa szalont nyitottak a tér déli oldalán "az amerikai művészet ösztönzésére és népszerűsítésére". Az általuk alapított művészeti társaság, az American Art Association aukciós háza lett az Egyesült Államok első aukciós háza, mely New Yorkban hamarosan ékszerekkel, régiségekkel, képzőművészeti alkotásokkal és könyvritkaságokkal is kereskedett. A szomszédos utcákban a környék antikváriumai sorra nyíltak meg.

### Worth Square
A Madison Square Park nyugati oldalán, a Broadway, a Fifth Avenue és a 25. utca által határolt kis szigeten egy obeliszk áll, a Worth-emlékmű, melyet James Goodwin Batterson tervezett 1857-ben. Az obeliszk William Jenkins Worth tábornoknak, a Szeminol háborúk és a Mexikói–amerikai háború tábornokának sírja fölött emelkedik. A város parkokat felügyelő részlege, a Parks Department, az emlékmű közvetlen környékét a tábornokról Worth Square-nek nevezte el.
A Worth-emlékmű egyike az első, a város parkjaiban felállított emlékműveinek III. György szobrának 1776-ban a Bowling Green-ről történt eltávolítása óta.
2017 tavaszán, a Worth Square rekonstrukciójának részeként, a Broadway-nek a 24. és 25. utca közötti részét osztott gyalogos-autós forgalmi zónává alakították át, itt a járművek sebességét 8,0 km/h-ra korlátozták. A 2017-es projekt eredményeként így kiszélesedett a Worth Square.

### A park átalakítása

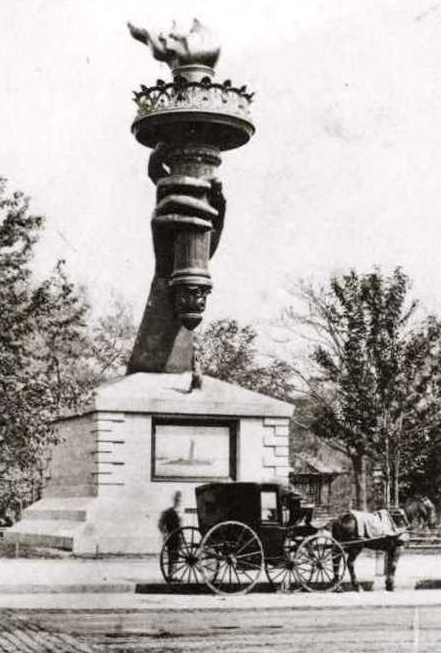
A szabadság - szobor karja és fáklyája a Madison Square Parkban 1876 és 1882 között

A Madison Square Park 1870-ben területe nyugati oldalának egy részét elveszítette, hogy a Broadway-t kiszélesíthessék, és a konflisok számára parkolóhelyet biztosíthassanak. William Grant és Ignatz Pilat kertépítők tervezésével a parkot átalakították, a jelenlegi park az ő tervezésük nyomát mutatja.
Az átalakítás során, majd később is több szobrot, emlékművet állítottak fel, ill. helyeztek át a parkba. Itt állították ki 1876-tól 1882-ig a Szabadság-szobor fáklyáját és karját, hogy támogatást szerezhessenek a szobor talapzatának megépítésére.

## Madison Square Garden

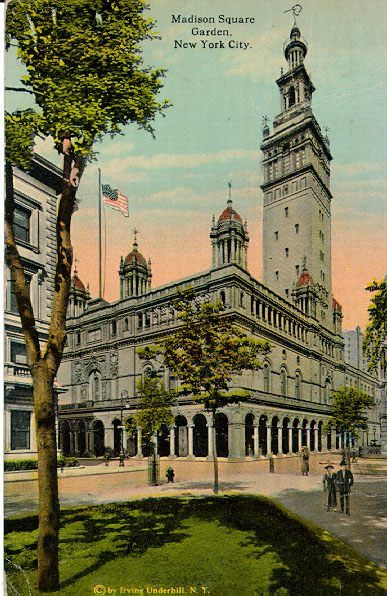
A Stanford White által tervezett második Madison Square Garden

Az épület, mely később az első Madison Square Gardenként lett ismert, eredetileg 1832-ben a New York Harlem Vasúttársaság vasútállomásaként épült meg a 26. utca és a Madison Avenue sarkán, majd a New York Haven Vasúttársaság is használta; mindkettő Cornelius Vanderbilt tulajdonában állt. Az állomás 1871-ben továbbköltözött a Grand Central Terminál elődjeként működő Grand Central Depotba, így az épület 1873-ig üresen állt.
1875-ben adták bérbe P.T. Barnumnak, aki szabadtéri cirkuszi előadásokat rendezett a helyszínen. Barnum híres Hippodromjában - a "Monster Classical and Geological Hippodrome" - kiállítottakat P.T. Barnum Amerikai Múzeumából szállították ide, emellett felléptek itt cowboyok, "indiánok", tetovált férfiak, kerékpárversenyeket, kutya-  és lovasbemutatókat is rendeztek.
1875-ben az épület következő bérlője Patrick Sarsfield Gilmore nevű zenekarvezető lett, ekkor fákkal, virágokkal és szökőkutakkal töltötték ki a "Gilmore koncertkertjének" elnevezett helyet. Gilmore 100 zenészből álló zenekara 150 koncertet adott itt két év alatt. Miután a bérleményt továbbadta, maratoni versenyeket, bálokat, bokszbemutatónak nevezett bokszmeccseket - mivel ekkor a bokszmeccsek tiltottak voltak - rendeztek a helyszínen. 1879-ben William Kissam Vanderbilt, Commodore Vanderbilt fia, nevezte el az épületet "Madison Square Garden"-nek. Vanderbilt viszont végül eladta a Harper's Weekly által mocskosnak, tűzveszélyesnek titulált helyet egy, a JP Morgan, Andrew Carnegie, James Stillman és WW Astor által tulajdonolt szindikátusnak, akik lebontatták az épületet.
Az épület helyére a neves építész Stanford White által historizáló stílusban tervezett épület, a második Madison Square Garden került. White saját apartmanja is helyet kapott itt, akit Harry K. Thaw milliomos a Madison Square Garden tetőtéri éttermében a feleségével történt viszonya miatt agyonlőtt.
Többek között neves bálok, az évente megrendezett Francia Bál, valamint az 1924-es amerikai demokrata párti elnökjelölő gyűlés helyszíne is volt, de valójában soha sem számított pénzügyileg sikeresnek, hamarosan le is bontották.
New York neves sportarénája, a jelenlegi Madison Square Garden nem itt, hanem a nyolcadik sugárúton, a nyugati 31. és 33. utca között áll.

## Diadalívek

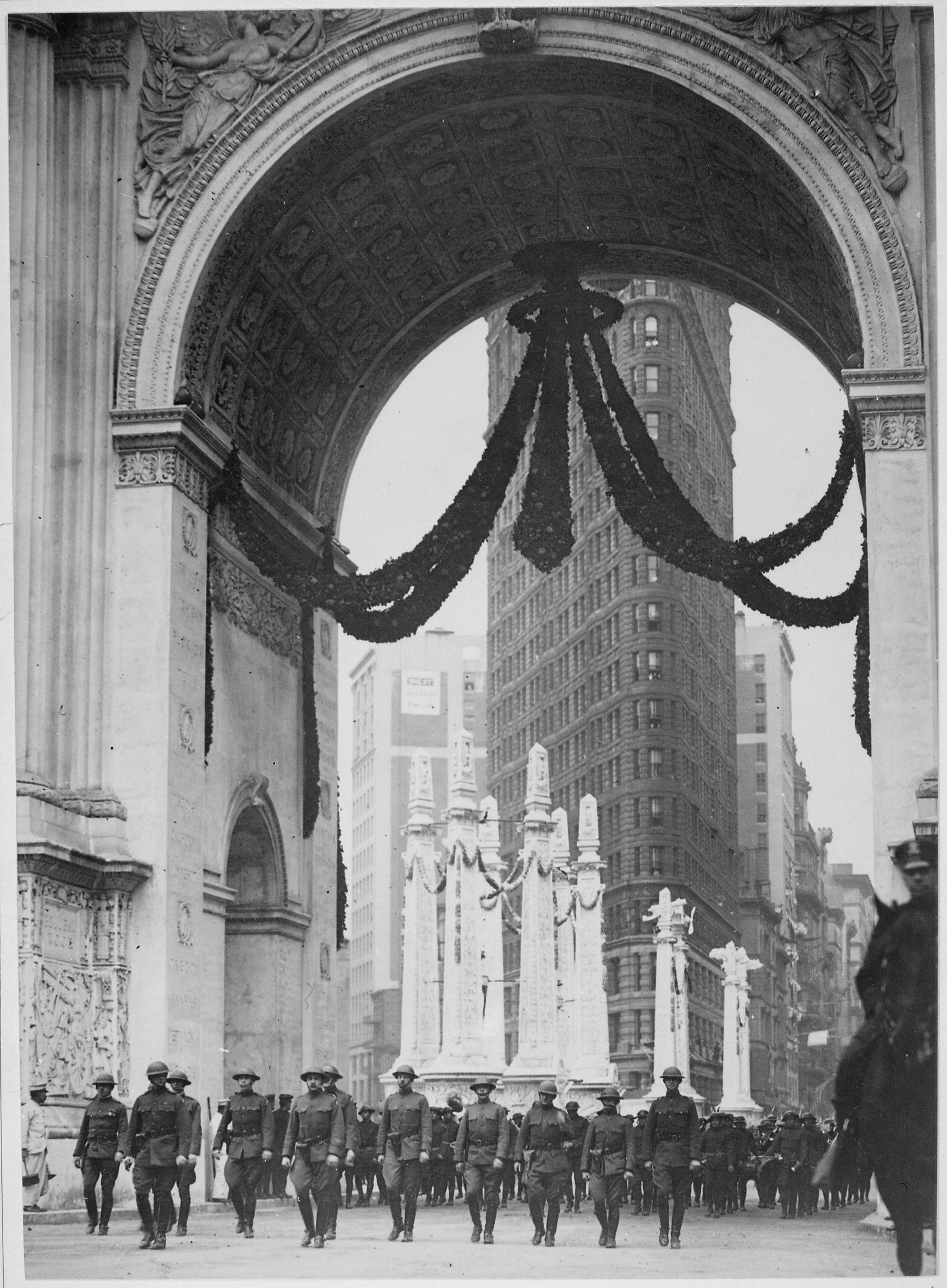
A Victory Arch 1918-ban

Egykor több diadalív is állt a Madison Square-en. George Washington első beiktatásának századik évfordulója emlékére 1889-ben két ideiglenes diadalívet állítottak fel az ötödik sugárúton a 23. utcánál és a 26. utcánál is.
1899-ben, a Dewey Arch épült meg az ötödik sugárút és a 24. utca találkozásánál a Madison Square-nél George Dewey admirális tiszteletére, a Fülöp-szigeteki Manila-öböl csatában aratott győzelmét ünnepelve. A diadalív átmeneti jellegű volt, bár 1901-ig a helyén maradt.
1918-ban John F. Hylan polgármester egy másik diadalívet, a Victory Arch-t állíttatta fel az első világháborús győzelem, és a város halottjai emlékére. A Thomas Hastings által, a római Constantinus diadalíve mintája tervezett emlékmű 80 000 dollárba került.

## 20. század

### A századelőn
A park 1901-ben szokatlan tiltakozás színhelye lett. A londoni Oscar Spate rávette a város parkfelügyelősége vezetőjét, George Clausent, hogy évente 500 dollárt fizetve a városnak 200 széket helyezhessen el a Madison Square Parkban, valamint a Union Square-en és a Central Parkban is, emellett 5 centet kérhessen azok használatáért. A szabad padok az árnyékolt területekről eltűntek, és Spate székei kerültek helyükre. Amikor júliusban hirtelen hőhullám érte el a várost, a Madison Parkban az emberek megtagadták a székekért a fizetést. A rendőrséget is bevonták az ügybe, a sajtót is, köztük a Sunt és William Randolph Hearst Evening Journalját, melyek felkapták az ügyet. A több napig tartó zavargásban ezer ember vett részt. Végül július 11-én Clausen felbontotta a város és Spate közötti 5 éves szerződést, mindezt 10 000 ember ünnepelte zenekarokkal és tűzijátékkal a Madison Square Parkban.

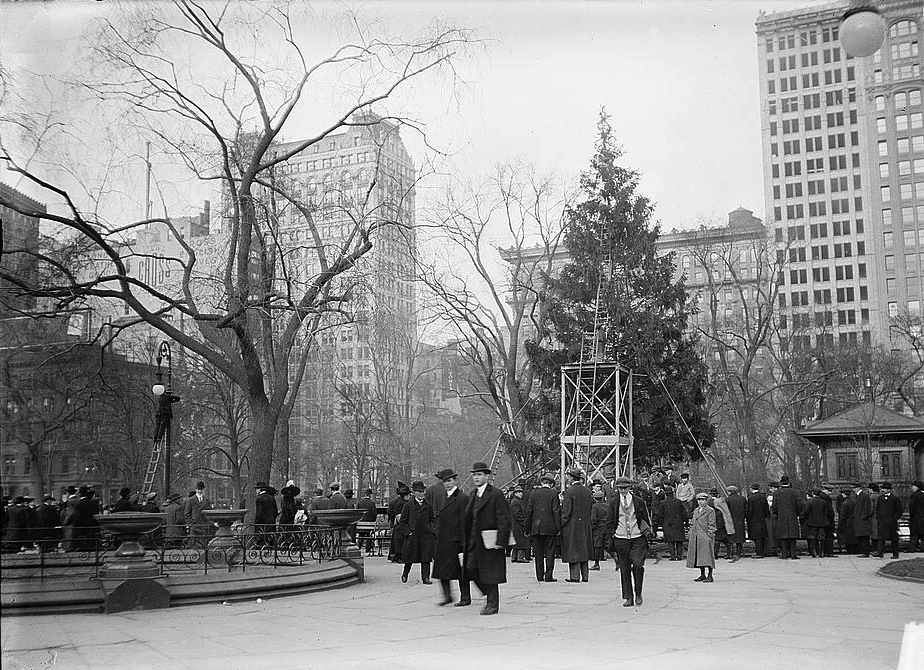
Karácsonyfa a Madison Square Parkban 1912-ben

1908-ban a New York Herald óriási  reflektort szerelt az építés alatt álló Metropolitan Life Tower gerendái közé a választási eredmények jelzésére. Egy északi irányú sugár jelezte volna a republikánus jelölt győzelmét, a déli sugárnyaláb a demokrata győzelmet. A fénysugár végül északra irányult, Howard Taft republikánus győzelmét mutatta.
Amerika első közösségi karácsonyfáját 1912. december 24-én a Madison Square Parkban gyújtották meg. Erről az 1916-ban a park déli végén felállított oszlop csúcsán levő reménycsillag (Star of Hope) emlékezik meg. A park gondozását ellátó szervezet, a Madison Square Park Conservancy jelenleg is megtartja a helyi vállalkozók által szponzorált éves fenyőgyújtási ceremóniát.

### Kereskedelmi negyed
A 20. század elején a Madison Square Garden környéke többek között a ruházati gyárak idetelepült drága üzleteiről volt ismert, valamint iparvállalatok helyezték ide székhelyüket, mint a Lionel Train Company, amely itt állította ki az első vonatmodelljeit. Lionel vetélytársa, az AC Gilbert Company, 1941-ben a szomszédságában létrehozta a New York-i "Tudománycsarnokát", a Fifth Avenue 202. címen, egy még most is álló épületben, ahol a Gilbert is bemutatta saját a modelljeit. A Lionel végül 1967-ben felvásárolta a Gilbertet.
A játékgyártókat is vonzotta a körzet, az I. világháború alatt számos játéküzletet rendeztek be a Fifth Avenue 200 körül, ahol egykor a Fifth Avenue Hotel állt és amely végül is egy nemzetközi játékközpont helyszínévé nőtte ki magát, International Toy Center néven. A központ éveken át, 2005-ig, az évente megrendezett játékvásár, a New York-i Toy Fair helyszíne volt, amíg a központ be nem zárt.

### Század közepén
1936-ban, a Madison Avenue megnyitásának 100 éves évfordulóján a Fifth Avenue Association az egykori elnök, James Madison Virginiában levő montpelier-i birtokáról származó tölgyfát ültetett el a park keleti oldalán. 

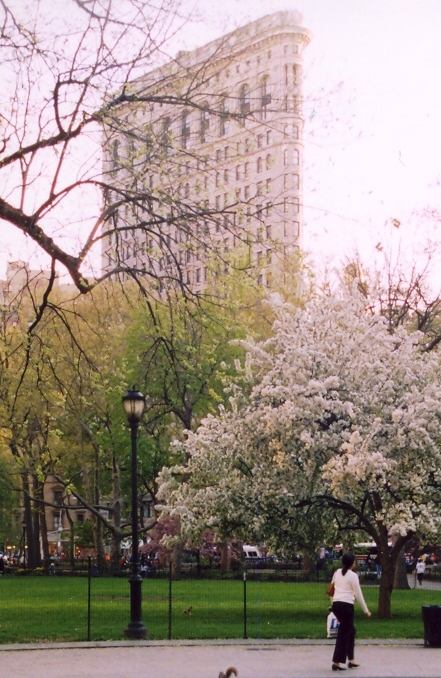
A Madison Square Parkból látható Flatiron Building (2003. április)

New York város közlekedésért felelős hivatala (New York City Department of Traffic) 1964-ben egy, a park alatti parkoló építésére szóló tervet jelentett be. A tervet városvédők megakadályozták, az építkezés okozta károkra - különösen a fák gyökereire - hivatkozva.

### A park felújítása
A 20. század közepére néhány épület a környéken félig üresen állt, ekkorra ismerték fel széles körben, hogy a park felújításra szorul. 1979-től magán támogatással finanszírozott program keretén belül, több fázisban újult meg a park. Ez volt az első eset, hogy egy New York-i park hosszútávú felújítása nem közpénzből történt. Az első fázis 1988-ban fejeződött be, ekkor az északi sarkán játszóteret alakítottak ki, a második viszont el sem indult.
Végül egy 1998 és 2001 közötti kampány eredményeként New York parkokért felelős hivatala fejezte be a park felújítását.

## Jelenlegi állapot
A Madison Square környékén fekvő negyedek neve gyakran változott, és változik is. A park körüli rész és a déli irányban lévő Flatiron körzet - az egykor viszonylag olcsó bérleti díjak miatt számos fotóstúdióval bíró körzet - elsődlegesen kereskedelmi negyedből az 1980-as évektől kezdve kiemelkedő lakóövezetté alakult át. A Rose Hill a park északi és keleti részén fekszik, míg NoMad északra és Chelsea nyugatra van. A tértől északra induló Madison Avenue továbbra is elsősorban üzleti negyed maradt, a tér északi része mentén a Broadway-t pedig sok kiskereskedő és importüzlet tarkítja. A tértől nyugatra fekvő terület többnyire kereskedelmi jellegű maradt, de sok lakóépület is felépült.

## Galéria

A Madison Square körüli épületek
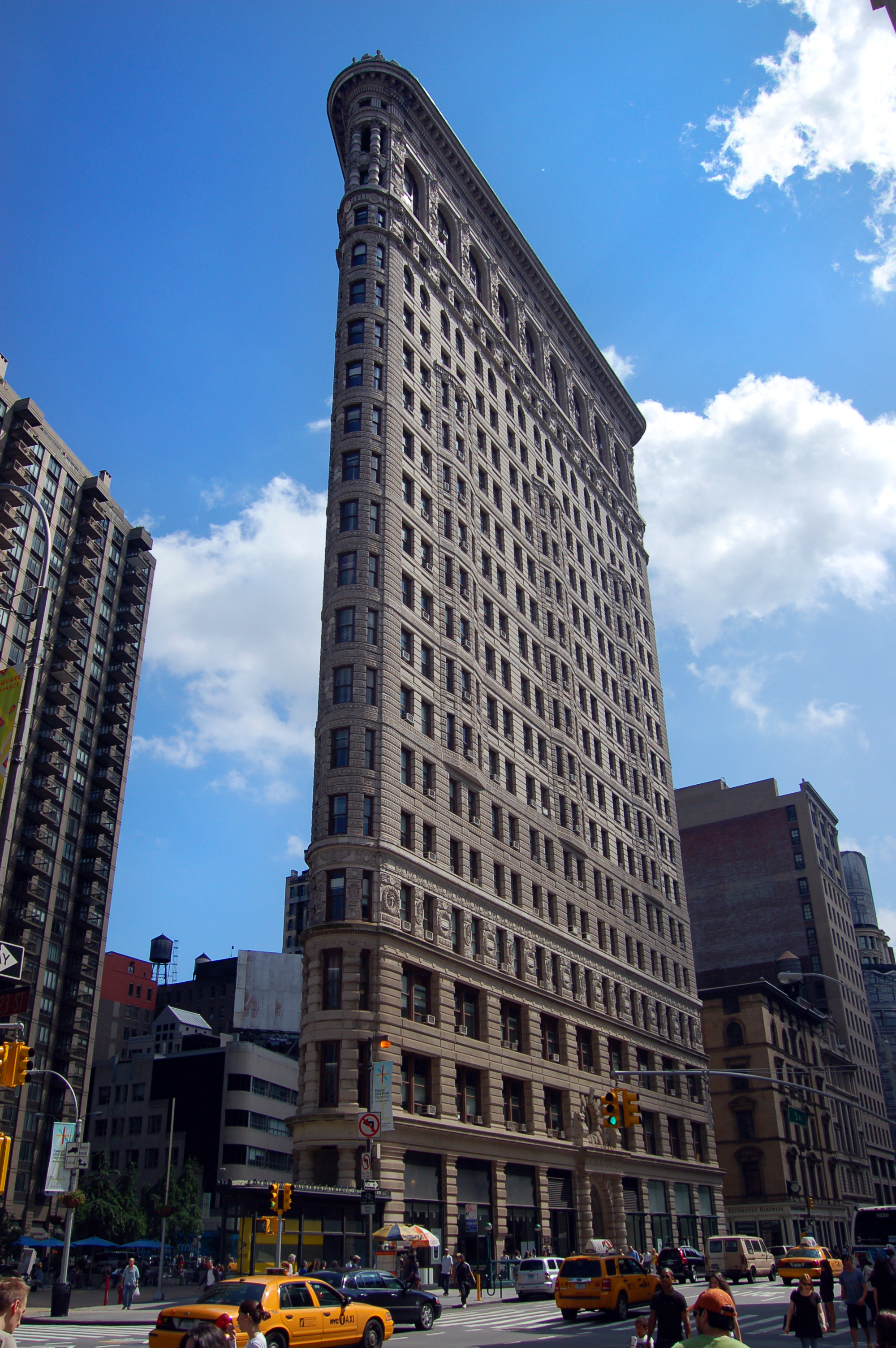
A Flatiron Building 2009-ben
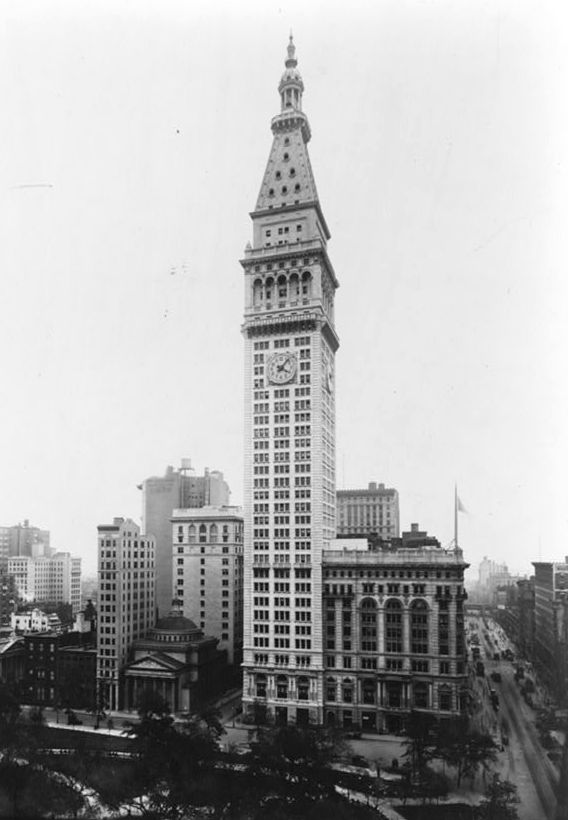
Met Life Tower 1911-ben
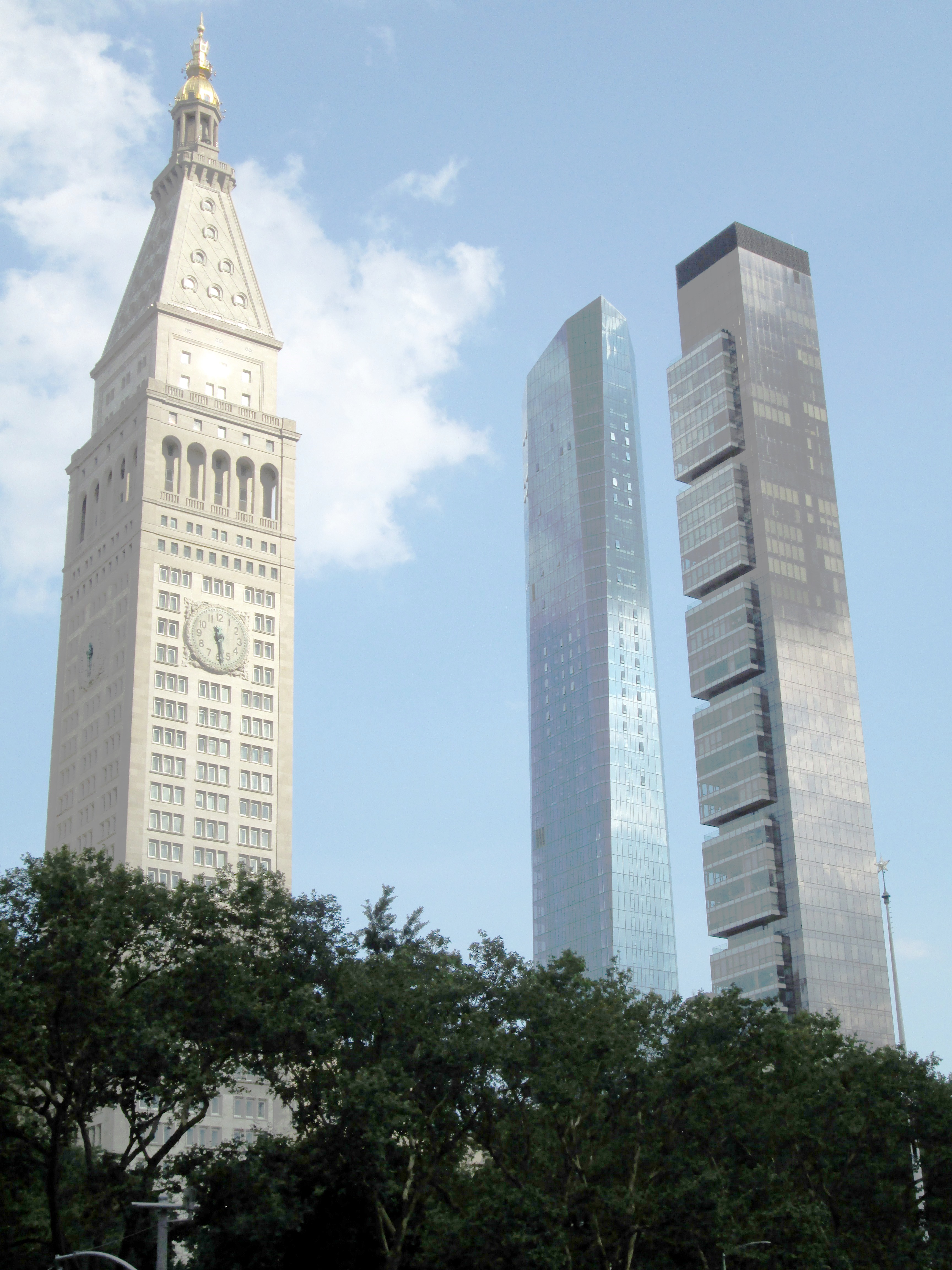
A Madison Square Park fölé emelkedő Met Life Tower, a Madison Square Park Tower,  valamint a One Madison.

A Madison Square a múltban
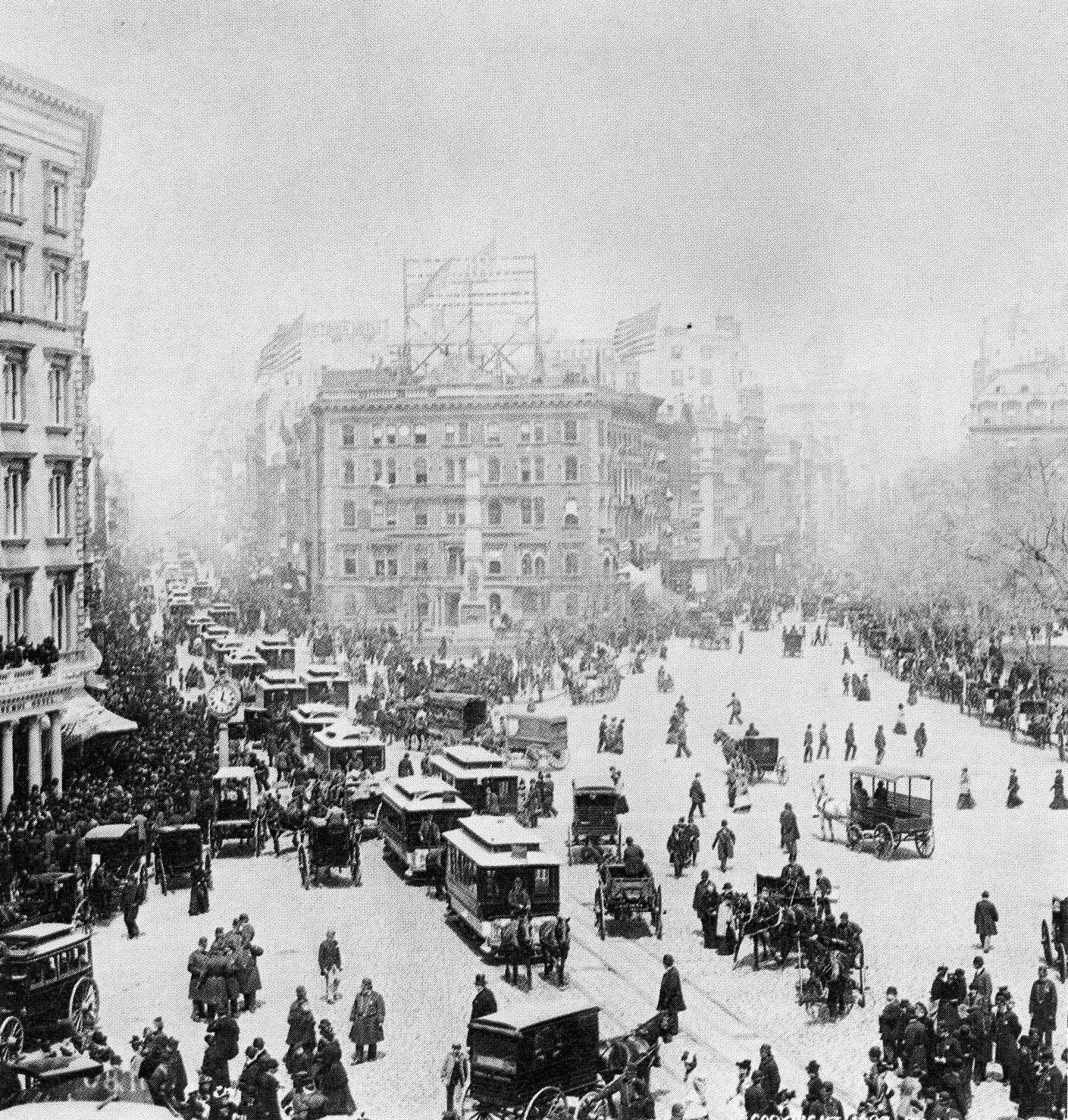
A Madison Square 1893-ban, hátul a Worth-emlékmű
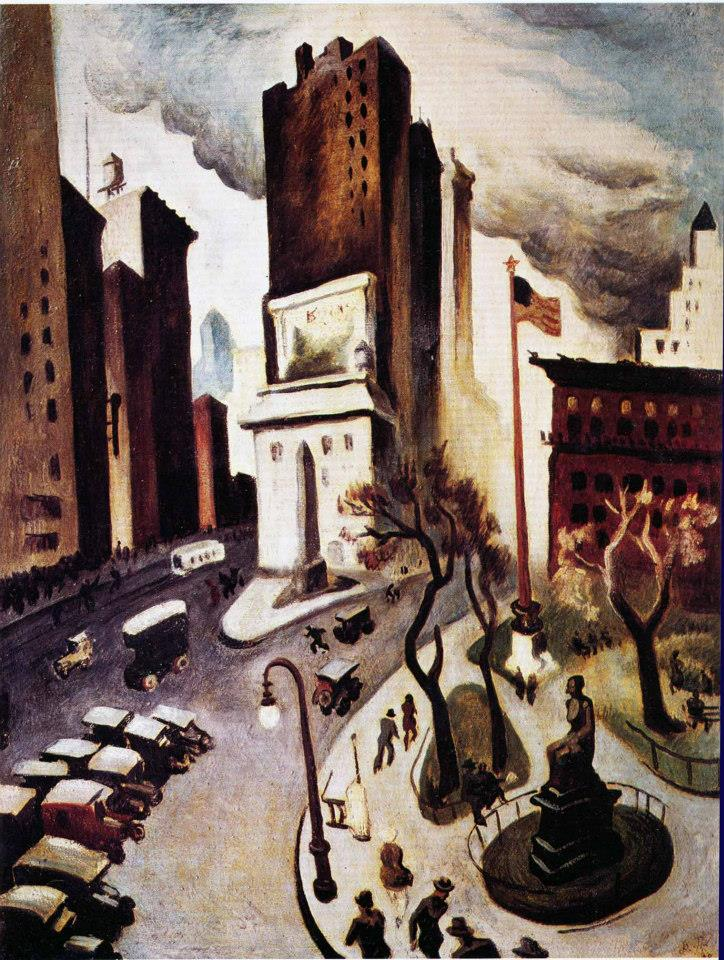
1920-ban Thomas Hart Benton amerikai művész New York a húszas évek elején c. festményén a Seward-szobor és az Worth-emlékmű
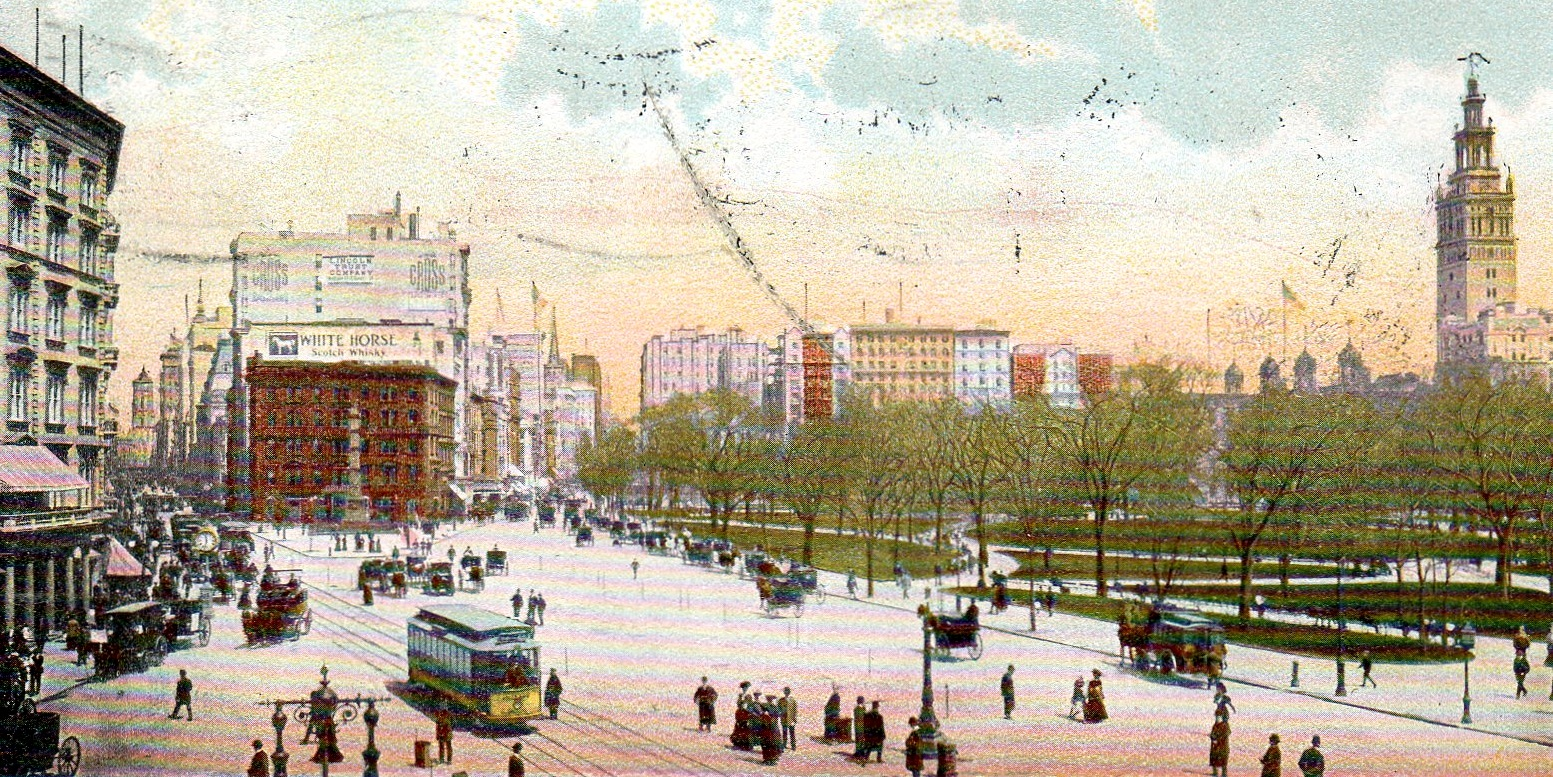
Kézzel festett képeslap a 20. század fordulójából

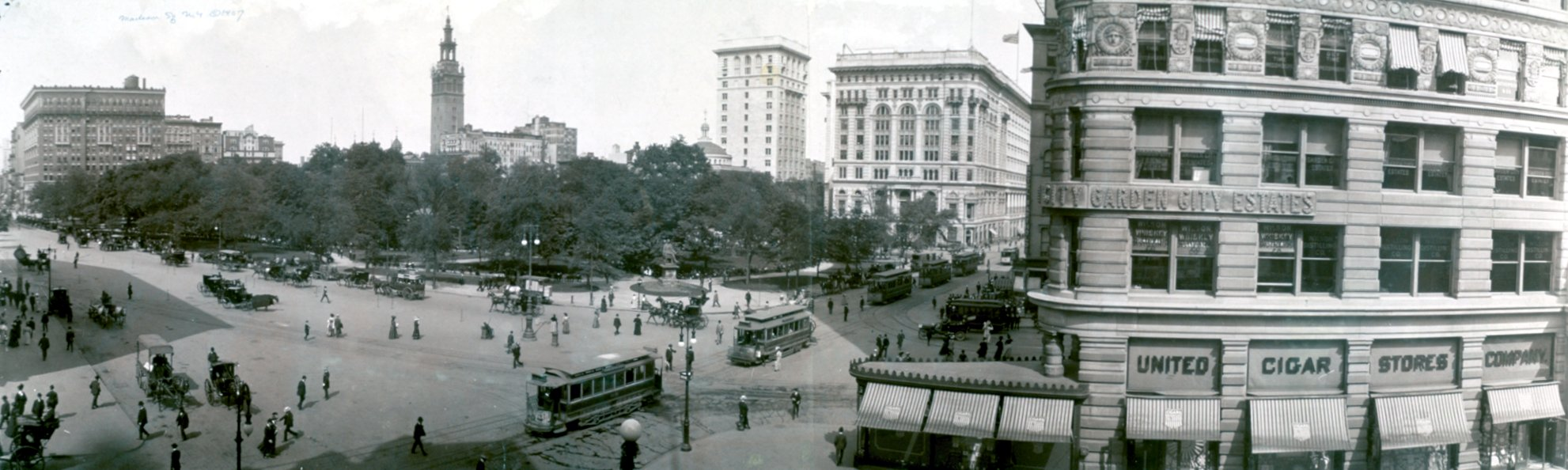
A tér és a park 1908-ban; a Flatiron épület "hajóorra" a jobb oldalon

A Madison Square jelenleg
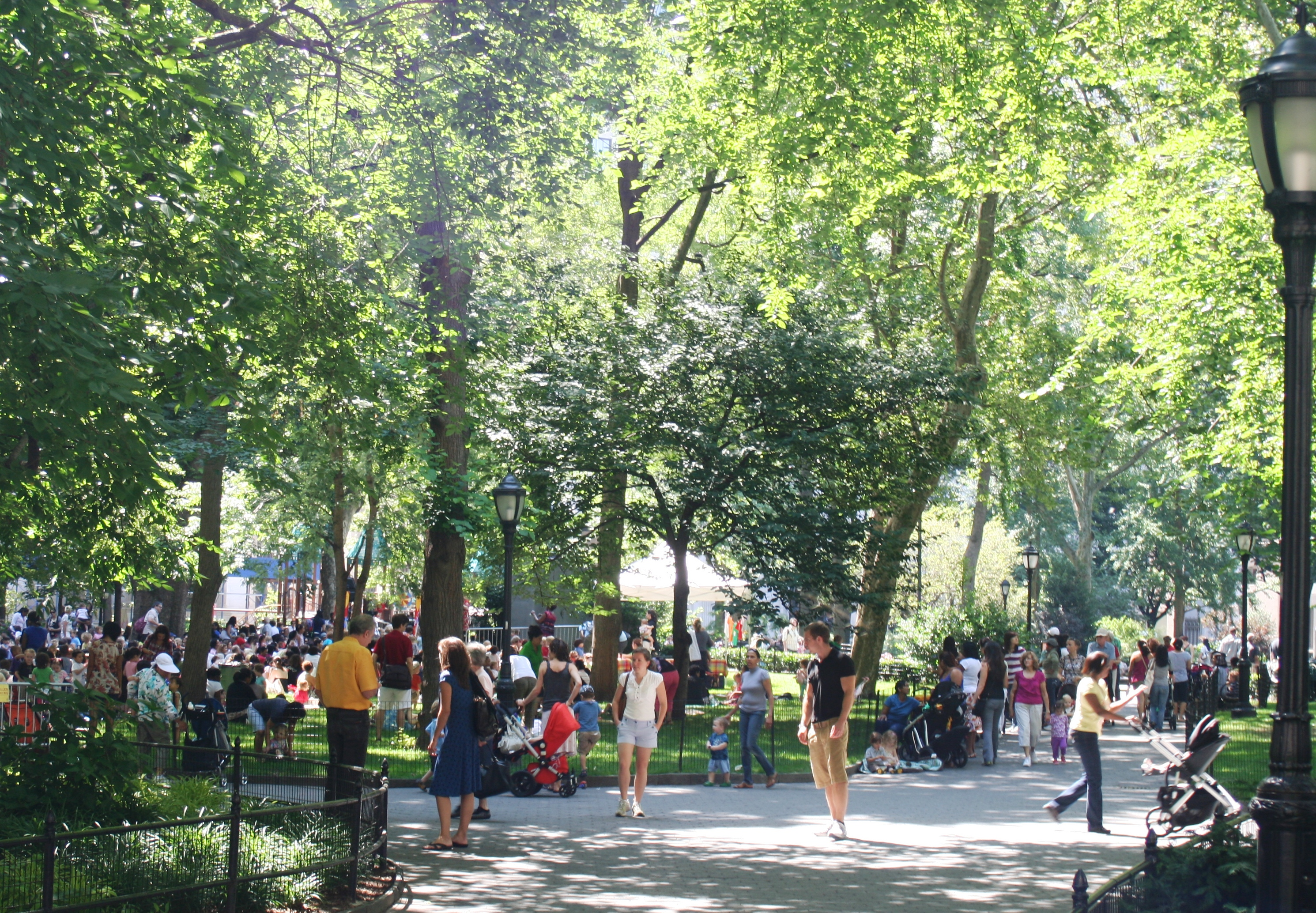
Nyári reggel 2010-ben
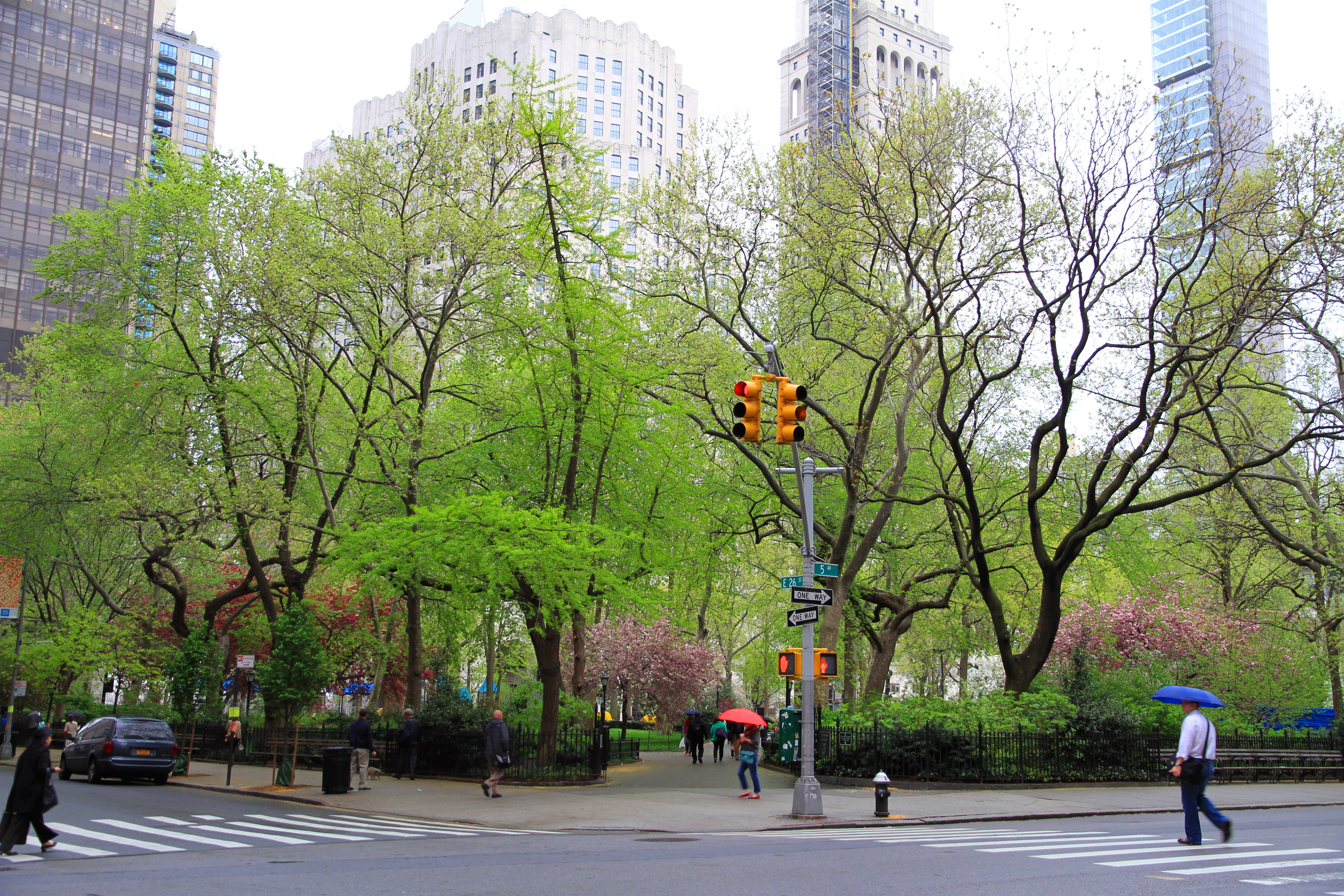
2013. április
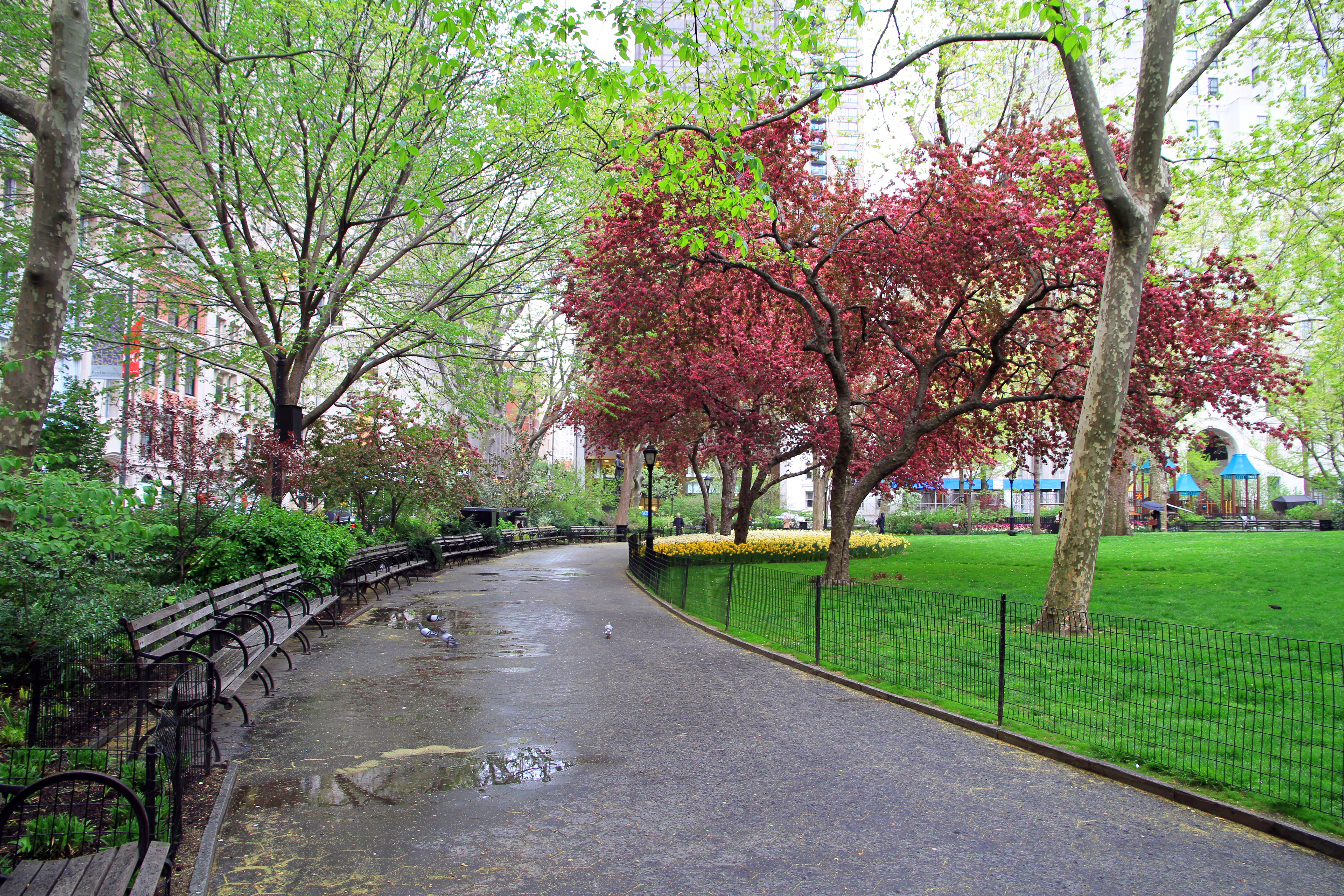
2013. április
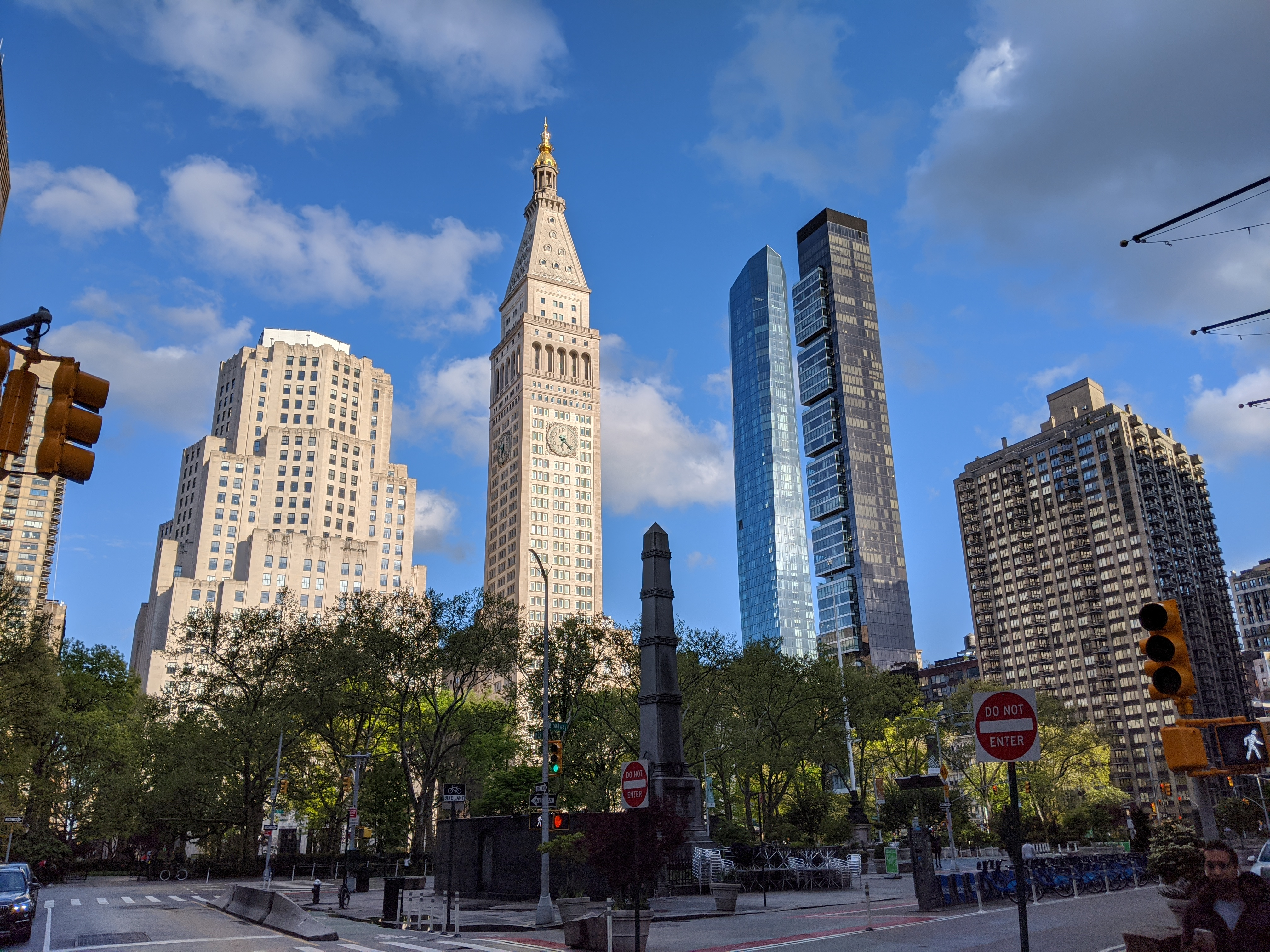
2020. május

## További információ
- Madison Square Park Conservancy honlapján
- "Madison Square Park" honlapján
- New York City Department of Parks and Recreation honlapján
- Madison Square Park News online újság